# Edwin Vásquez
Edwin Gonzalo Vásquez Cam (ur. 28 lipca 1922 w Limie, zm. 9 marca 1993 tamże) – peruwiański strzelec sportowy, mistrz olimpijski z Londynu (1948)
Zwycięski dla Edwina Vásqueza konkurs olimpijski na igrzyskach w Londynie (pistolet dowolny, 50 m) odbył się 2 sierpnia 1948 roku. Peruwiański sportowiec bezpośrednio wyprzedził dwóch faworytów: Rudolfa Schnydera i Torstena Ullmana. Według stanu do igrzysk w Rio de Janeiro w 2016 roku włącznie pozostaje jedynym peruwiańskim sportowcem, który został mistrzem olimpijskim.
W 1984 roku pełnił rolę chorążego peruwiańskiej reprezentacji podczas ceremonii otwarcia igrzysk olimpijskich w Los Angeles.
Zmarł w 1993 roku na atak serca.